# Мир, Фрэнк
Фрэнк Мир (англ. Frank Mir; настоящее имя Франсиско Сантос Мир III (англ. Francisco Santos Mir III, 24 мая 1979, Лас-Вегас) — американский боец смешанного стиля, выступавший в таких промоушенах, как UFC и Bellator. Мир бывший чемпион в тяжелом весе UFC и бывший временный чемпион UFC. На данный момент Фрэнк удерживает рекорд по количествам побед болевыми приёмами в тяжелом весе. Мир с 2004 года и по сегодняшние дни находится в топ-10 лучших бойцов тяжелого веса. Считается одним из трех лучших грепплеров в тяжелом весе наряду с Минотавром Ногейрой и Фабрисио Вердумом.

## Биография
Фрэнк Мир родился в семье, имеющей прямое отношение к боям смешанного стиля. Основы боевых искусств изучал в школе Кэмпо в Лас Вегасе, принадлежащей его отцу. Когда Фрэнк смотрел первый выпуск Ultimate Fighting Championship, он ещё не был уверен в надобности изучения бразильского джиу-джитсу: « Мне было четырнадцать, когда я первый раз с моим отцом смотрел UFC, где все бойцы были повалены и задушены этим худым Ройсом Грейси. Я не верил своим глазам ! Мой отец хотел, чтобы я незамедлительно начал заниматься джиу-джитсу, но я пытался ему доказать, что изученного мной вполне достаточно. Я думал, что найду способ противостоять этому вместо того, чтобы просто согласиться и приступить к тренировкам».
Отец уговорил его начать заниматься борьбой, чтобы научиться не попадаться на болевые приемы, при этом Фрэнк посещал Bonanza High School в его родном Лас Вегасе, где заработал статистику 44-1. Он начал выступать на предпоследнем курсе и проиграл первые девять схваток, но выиграл чемпионат штата среди взрослых в 1998 году. Также выступал в школьной футбольной команде и на соревнованиях по легкой атлетике, где поставил до сих пор не побитый рекорд соревнований : он метнул диск на 54 метра и 20 сантиметров. В 2004 году, после победы над Тимом Сильвией, спустя пять лет обучения Фрэнк получил чёрный пояс по бразильскому джиу-джитсу из рук Рикардо Пиреса .
До появления в UFC Мир работал вышибалой в одном из клубов Лас Вегаса и сейчас занимает должность директора безопасности параллельно с выступлениями в октагоне. Помимо непосредственного участия в боях, Фрэнк комментировал до 2010 года (на замену ему пришел другой боец UFC — Стефан Боннар) WEC (World Extreme Cagefighting), являющийся дочерней организацией UFC.

### Карьера в смешанных единоборствах
Джо Силва, антрепренёр UFC, заметил талантливого парня, когда посетил школу, в которой обучался Мир. Фрэнку было предложено показать себя на фоне некоторых бойцов смешанных единоборств. Дебют Мира состоялся на турнире HOOKnSHOOT: Showdown 14 июля 2001 года в поединке против Джероми Смита. Фрэнк одержал победу решением судей после двух раундов. Он выиграл и свой следующий бой, прошедший на турнире IFC Warriors Challenge 15, против Дэна Куинна. После этих побед Фрэнк дебютировал в UFC против Роберту Травена. Миру потребовалась всего минута, чтобы провести болевой прием, который был назван лучшим болевым приемом вечера. Стоит отметить что Роберто Травен 4-кратный чемпион мира по джиу-джитсу, на момент боя был 2-кратным, также черным поясом по джиу-джитсу 6-го дана.
На UFC 36: Worlds Collide ветеран Пит Уильямс впервые проиграл болевым приемом в 46-секундном бою против Мира. Болевой который провел Мир с тех пор называется Mir Lock.
Следующий бой Фрэнка состоялся спустя около пяти месяцев. Очередным соперником стал британец Иан Фриман, имевший на момент боя статистику 12-5. Мир так и не смог совершить в партере болевой прием и оказался в положении снизу, где около двух минут постоянно пропускал удары в голову. Рефери Джон МакКарти дал указание бойцам подняться, однако Мир уже был не в состоянии продолжить бой.
Реабилитация произошла ещё спустя полгода, на UFC 41: Onslaught. Бой против Танка Эббота продлился ровно столько же, сколько и против Пита Уильямса — 46 секунд и закончился болевым приемом, только в этот раз уже на ногу.
Затем последовало сразу два поединка против Уэса Симса, разница между которыми составляла около полугода. Первый поединок продлился две минуты и пятьдесят пять секунд, после чего Уэс Симс был дисквалифицирован за удары ногами по голове лежащего соперника (этот прием запрещен правилами Ultimate Fighting Championship). Второй бой Мир тоже выиграл, только уже нокаутом после двух раундов изнурительного поединка.
Убедительные выступления Фрэнка привели его к бою за чемпионский пояс против Тима Сильвии. Поединок состоялся 19 июня 2004 года на UFC 48: Payback. На пятидесятой секунде боя рефери Хёрб Дин остановил поединок во время выполнения Миром болевого приема на руку. Как выяснилось, рефери заметил, как рука Сильвии просто «сломалась», хотя сам Тим был готов продолжить поединок и пытался опротестовать решение Дина. Согласен продолжить поединок был и Мир. После осмотра руки Сильвии было принято окончательное решение остановить бой и присудить победу Фрэнку Миру. Уже в больнице врачи установили, что рука Сильвии была сломана сразу в четырех местах.
После этого боя Фрэнк Мир получил чёрный пояс по бразильскому джиу-джитсу

### Мотоавария
17 сентября 2004 года Фрэнк Мир на мотоцикле столкнулся с автомобилем. Мир получил перелом бедренной кости, разрыв всех коленных связок. Кость была сломана в двух местах, однако это не ставило крест на карьере бойца. Основная операция была рассчитана на восстановление кости ноги. Пока Мир лечился, был основан временный чемпионский пояс, который выиграл Андрей Орловский в бою против Тима Сильвии. 12 августа 2005 года стало известно, что Мир не сможет выйти на запланированный бой против Андрея Орловского, благодаря чему белорус стал абсолютным чемпионом, а Фрэнк лишился каких-либо прав на пояс.

### Возвращение вUFC
Мир залечил травму колена и вновь вернулся в октагон на UFC 57: Liddell vs. Couture 3 4 февраля 2006 года. Первым соперником после столь долгого перерыва стал Марсиу Круз, имевший на момент боя статистику 1-0. На третьей минуте поединка рефери остановил поединок, чтобы узнать серьёзность рассечения на лице Мира. После осмотра Фрэнку было предложено продолжить бой, на что он согласился. Но уже на 5 минуте рефери вновь остановил бой, но уже чтобы присудить победу Крузу техническим нокаутом.
Следующее появление Мира в UFC состоялось 8 июля 2006 года на UFC 61: Bitter Rivals в поединке против Дэна Кристисона. С момента последнего выступления Мир набрал вес и во время боя достаточно быстро выдохся. Разочаровывающая, тусклая победа единогласным решением судей сгустила тучи критики над головой Фрэнка. Основным предметом претензий к Миру была его форма: он совершенно перестал быть тем бойцом, которым он был до травмы, растеряв скорость и технику.
Бой против Брендона Веры состоялся на UFC 65: Bad Intentions. Мир совершенно ничего не мог предложить сопернику, из-за чего проиграл техническим нокаутом в первом раунде. Критика в адрес Фрэнка становилась все жестче, заявили, что сейчас Мир совершенно другой боец, нежели он был до аварии, и что он никогда не вернётся на прежний уровень. На пресс-конференции Мир прокомментировал свою полосу неудачных выступлений: «Я проиграл парню, который вообще тяжеловесом и быть-то не должен».

### Перерождение
Фрэнк Мир встретился с кикбоксером Энтони Хардоком 25 августа 2007 года. На 1:17 1-го раунда Фрэнк вышел на кимуру и заставил сдаться Хардонка. После он подошёл к камере и сказал: «Я вернулся!»
2 февраля 2008 года на UFC 81 главным боем вечера был поединок между Фрэнком Миром и дебютантом UFC — Броком Леснаром. Уже на тридцатой секунде Стив Маццагати остановил бой и снял очко с Леснара за запрещенный прием — удар по затылку. После короткой паузы бой продолжился. Леснар перевел бой в партер, где все время пытался «задавить» Мира своей мощью, но упустил момент, когда Мир приготовил очень изощрённый болевой на ногу. Уже на первой минуте и тридцатой секунде Леснар был вынужден сдаться.

### Временный чемпионский пояс
На UFC 92 состоялся бой Мир—Ногейра, который являлся частью мини-турнира тяжеловесов, основанного Дэной Уайтом. Победитель должен был встретиться с победителем в паре Леснар — Кутюр. Леснар одолел Кутюра техническим нокаутом, что позволяло ему выступить на запланированном на UFC 98 поединке за звание абсолютного чемпиона в тяжелом весе.
Поединок же Мира и Ногейры тоже закончился техническим нокаутом во втором раунде. До этого Ногейра побывал дважды в нокдауне в первом раунде и ещё один раз во втором. Стоит отметить, что бразилец впервые в своей долгой карьере был побежден нокаутом. После поединка Мир произнес фразу, обращённую к Леснару: «Брок, у тебя мой пояс!»
Через 2 дня после боя Дэна Уайт на пресс-конференции заявил, что перед боем Ногейра переболел стафилококковой инфекцией. Сам Ногейра этот факт подтвердил ещё через несколько месяцев во время личного интервью. Антонио за двадцать дней до боя провел около пяти дней в больнице, что, по его словам, наверняка сказалось на его форме. Вдобавок к этому у Ногейры в феврале была операция на колене. Несмотря на это, бразилец похвалил выступление Мира, отметив его умение сдерживать дистанцию.

### Бой за звание абсолютного чемпиона
После победы над Ногейрой Мир получил право сразиться с Броком Леснаром на UFC 98, хотя сам Фрэнк считал, что его победы над Минотавром вполне достаточно, чтобы признать его абсолютным чемпионом. Запланированный бой не состоялся из-за потребовавшей операции травмы колена Мира и был перенесен на UFC 100.
Миру ничего не удалось противопоставить борьбе Леснара. Во втором раунде Мир попал мощным ударом, после чего Леснар полез в клинч, где Мир нанес сильный удар коленом с прыжка, но в результате был вновь повален. После того как Леснар восстановился, он прижал голову Мира и нанес по ней много мощных ударов, в связи с чем рефери остановил поединок. Леснар стал абсолютным чемпионом.

### Мир vs. Конго
Следующим соперником Мира стал Чийк Конго, они встретились 12 декабря 2009 года на UFC 107. Перед боем Мир неоднократно заявлял,  что он намного лучше, чем Конго. Вот одна из многих цитат Фрэнка перед боем: «Наихудший грепплинг в тяжелом весе, а у меня один из самых лучших»
Уже на 41 секунде 1-го раунда Фрэнк потряс Конго мощным ударом с левой и уже через 30 секунд удушил его гильотиной. После боя президент UFC Дана Уайт сказал: «Фрэнк многого наговорил перед боем. Сегодня он вышел и ответил за каждое сказанное им слово»

### Бой за звание временного чемпиона
Мир встретился с Шейном Карвином за звание временного чемпиона в тяжелом весе 27 марта 2010 года на UFC 111. После небольшого размена в стойке Карвин прижал Мира к сетке и нанес несколько мощных апперкотов. Мир проиграл нокаутом на 3:48 1-го раунда.

### Возвращение в титульную гонку
На UFC 119 Мир встретился с Мирко КроКопом. Фрэнк старался больше прессинговать, и это ему в большинстве случаев удавалось. Крокоп предпринимал попытки контратаковать. Но каких-то определённых результатов выбранная обоими бойцами тактика не приносила до конца поединка. Под конец третьего раунда Фрэнк Мир удивительно точно пробил Мирко мощным ударом коленом в голову, который незаметно для хорвата прошёл у него между рук. Когда Мирко упал, Фрэнк Мир успел нанести ещё два удара, прежде чем рефери остановил бой. Первый удар пришёлся вскользь, а второй попал Крокопу точно в челюсть.
Президент UFC Дана Уайт очень критично отнесся к выступлению Мира, как и многие фанаты, в основном из-за того, что бой до момента окончания был очень скучным. В связи с этим Мир не получил бонус за лучший нокаут вечера, хотя это был единственный нокаут на этом турнире. Однако позже, когда UFC выпустило видео со 100 лучшими нокаутами, они поставили этот нокаут на 96 место.
28 мая 2011 года Мир встретился с Роем Нельсоном. Он выиграл единогласным решением судей, постоянно прессингуя и контролируя Нельсона. Мир показал улучшения в борьбе в этом бою. Во время боя Мир нанёс много мощных ударов коленями, но, как и многие другие, не смог нокаутировать очень крепкого Нельсона.
Мир провёл реванш с Антонио Родриго Ногейрой 10 декабря 2011 года. Во время боя Ногейра потряс Мира мощным прямым с правой, после чего Мир упал на настил. Ногейра ринулся добивать потрясенного Мира, и бой был близок к остановке, но Мир быстро восстановился и вышел на болевой кимура, Ногейра не захотел стучать, и Мир сломал ему руку. Мир считается первым человеком, который нокаутировал Ногейру и первым человеком, заставившим его сдаться. Миру был вручён бонус за лучший болевой вечера. Президент UFC Дана Уайт назвал это болевым века. Мир прокомментировал реванш с Ногейрой: «В момент, когда он попал меня прямым с правой, бой перешёл в войну. Я начал двигаться, и он захотел помериться со мной силами в джиу-джитсу, что же я довольно неплох в джиу-джитсу»
Также Миру были вручены награды «Болевой года» и «Камбэк года» за это выступление.

### Закат карьеры
Фрэнк Мир должен был встретиться с Кейном Веласкесом на UFC 146, но в связи с тем, что Алистар Оверим провалил тест на запрещённые препараты, Фрэнк Мир вышел ему на замену против Джуниора Дос Сантоса в бою за звание чемпиона. Дос Сантос за счёт отличного передвижения и отточенного бокса разрывал дистанцию до того, как Мир предпринимал ответные действия. Мир проиграл бой нокаутом во втором раунде. После боя Мир сказал, что продолжит карьеру.
UFC заявило, что Мир на один бой отправится в StrikeForce, чтобы встретиться с тамошним чемпионом Даниэлем Кормье, но Фрэнк травмировался во время подготовки, бой с Кормье состоялся уже под эгидой UFC на UFC on FOX 7. В документальном фильме, посвящённому UFC on FOX 7, Мир заявил, что его мотивацией в спорте остается найти свой истинный потенциал.
Фрэнк проиграл бой единогласным решением судей.
На UFC 164 Фрэнк встретил возвращающегося бывшего чемпиона UFC Джоша Барнетта. В конце 1-го раунда Барнетт попал во Фрэнка мощным ударом колена, после чего Фрэнк упал и рефери немедленно остановил бой, но Мир тут же встал обратно и был очень недоволен остановкой. На защиту Фрэнка также стал Дана Уайт, согласившись, что эта была преждевременная остановка.
В следующем бою Фрэнк встретился с Алистаром Оверимом на UFC 169. Дана Уайт заявил, что проигравший в этом бою может быть уволен из UFC. Фрэнк не сумел ничего противопоставить сопернику и проиграл в одностороннем бою единогласным решением судей, однако Уайт не стал увольнять Мира из-за его легендарного прошлого в UFC.
23 февраля 2015 года на UFC Fight Night 61, после годового перерыва, Фрэнк встретился с Антонио Силвой и победил его нокаутом в первом раунде.
В ночь с 28 на 29 апреля 2018 года в Роузмонт (Иллинойс) состоялся очередной этап Гран-при тяжеловесов Bellator, где Фрэнк Мир встречался с легендарным российским бойцом MMA Федором Емельяненко.
После начала боя, спортсмены осторожно подошли друг к другу. Мир начал постреливать джебами, а потом мощно попал прямым. Федор упал, бросился добивать его Мир, однако россиянин блестяще справился с натиском и провел шикарный бросок. За будоражащим началом последовало такое же продолжение. Федор попал с дистанции в стойке, и Мира болтануло. А затем в размене ударами Емельяненко попал сначала справа по касательной, а затем с левой на сближении. После этого Мир упал лицом вниз у сетки, и россиянин добивал его до остановки боя арбитром
Это было 12 поражение Фрэнка Мира в его карьере.

#### Выставочный бой с Кубратом Пулевым
27 ноября 2021 года в Арлингтоне (США) прошёл выставочный бой по правилам бокса с опытным профессиональным боксёром болгарином Кубратом Пулевым (28-2), где Мир досрочно техническим нокаутом в 1-м же раунде проиграл Кубрату Пулеву.

## Личная жизнь
- Фрэнк со своей женой Дженнифер уже имеют трёх  детей в совместном браке: Изабелла, Кейг и Ронин Максимус. Дженнифер также имеет ребёнка с прошлого брака, Маркуса, которого Фрэнк помогал воспитывать и принимал как собственного.
- 14 из 24 своих боев Фрэнк Мир провел в родном городе — Лас Вегасе.
- Отец Мира — русский, родившийся на Кубе, а его предки произошли из русской общины Касабланки, Марокко. Фамилия происходит от русского слова «мир».
- В 2014 году знаменитый сайт MMA BlodyElbow устроил турнир между лучшими грепплерами в MMA, победителя определяли фанаты. Мир дошел до финала, проиграв Казуши Сакурабе. До финала он победил Дэна Северна, Джо Лоузона, Мэтта Хьюза и Фабрисио Вердума.
- В 2016 году Мир снялся в фильме «Акулий торнадо 4: Пробуждение», где сыграл роль начальника службы безопасности гостиницы[2].

## Отзывы
Фрэнк Мир — это лошадиная сила и необычайная техника в одном теле.— Джо Сильва, антрепренёр UFC

Я завершил карьеру, потому что уже не мог нормально тренироваться. Я не хочу называть это стилем Фрэнка Мира, но это был стиль Фрэнка Мира. Это как если бы я собирался отрабатывать то, что сегодня болит меньше всего: «Что мы сегодня делаем? Хорошо, что не сломано сегодня? Вот что мы будем делать сегодня». Именно так тренируется Фрэнк Мир.— Форрест Гриффин, бывший чемпион UFC

Я уважаю Фрэнка на другом уровне, в первую очередь я уважаю его за его достижения в спорте, но самое главное, я уважаю его за то, что он преодолел трудности в жизни. Не много людей могут вернуться после такой аварии и вновь стать чемпионом.— Даниэль Кормье

Как-то Фрэнк сказал мне: «Как же далеко я зашёл, толком не тренировавшись». Это самое удивительное во Фрэнке Мире.— Джон Джонс, бывший чемпион UFC в полутяжёлом весе.

Фрэнк Мир — мой любимый боец, мне всегда нравилась его личность. Я видел его бои пять или шесть раз, и мне всегда нравилось, как он преподносит себя.— Чарльз Баркли, знаменитый баскетболист

Фрэнк Мир стал бы величайшим бойцом всех времён, если бы не попал в ту аварию.— Дон Фрай, ветеран MMA

## Статистика боёв в смешанных единоборствах
| Результат | Рекорд | Соперник                | Способ                                          | Турнир                                        | Дата             | Раунд | Время | Место                     | Примечание                                                                            |
| --------- | ------ | ----------------------- | ----------------------------------------------- | --------------------------------------------- | ---------------- | ----- | ----- | ------------------------- | ------------------------------------------------------------------------------------- |
| Победа    | 19-13  | Рой Нельсон             | Единогласное решение                            | Bellator 231:Mir vs Nelson 2                  | 26 октября 2019  | 3     | 5:00  | Анкасвилл, Коннектикут    |                                                                                       |
| Поражение | 18-13  | Хави Айяла              | Технический нокаут (сдача от ударов)            | Bellator 212                                  | 14 декабря 2018  | 2     | 4:30  | Гонолулу, США             |                                                                                       |
| Поражение | 18-12  | Федор Емельяненко       | Технический нокаут (апперкот)                   | Bellator 198                                  | 28 апреля 2018   | 1     | 0:48  | Роузмонт, Иллинойс        | Четвертьфинал гран-при Bellator в тяжелом весе.                                       |
| Поражение | 18-11  | Марк Хант               | Нокаут (удар)                                   | UFC Fight Night: Hunt vs. Mir                 | 20 марта 2016    | 1     | 3:01  | Брисбен, Австралия        |                                                                                       |
| Поражение | 18-10  | Андрей Орловский        | Единогласное решение                            | UFC 191                                       | 5 сентября 2015  | 3     | 5:00  | Лас-Вегас, США            |                                                                                       |
| Победа    | 18-9   | Тодд Даффи              | KO (удар)                                       | UFC Fight Night 71: Frank Mir vs. Todd Duffee | 15 июля 2015     | 1     | 3:46  | Сан-Диего, Калифорния     |                                                                                       |
| Победа    | 17-9   | Антонио Силва           | ТКО (удары руками)                              | UFC Fight Night — Mir vs. Bigfoot             | 22 февраля 2015  | 1     | 1:40  | Порту-Алегри, Бразилия    |                                                                                       |
| Поражение | 16-9   | Алистар Оверим          | Решением (единогласным)                         | UFC 169 — Barao vs. Faber 2                   | 1 февраля 2014   | 3     | 5:00  | Ньюарк, Нью-Джерси        |                                                                                       |
| Поражение | 16-8   | Джош Барнетт            | Техническим нокаутом (удар коленом)             | UFC 164 - Henderson vs. Pettis 2              | 31 августа 2013  | 1     | 1:56  | Милуоки, Висконсин        |                                                                                       |
| Поражение | 16-7   | Даниэль Кормье          | Единогласное решение                            | UFC on Fox: Henderson vs. Melendez            | 20 апреля 2013   | 3     | 5:00  | Сан-Хосе                  |                                                                                       |
| Поражение | 16-6   | Жуниор дус Сантус       | ТKO (удары)                                     | UFC 146                                       | 26 мая 2012      | 2     | 3:03  | Лас-Вегас, Невада         | Бой за титул чемпиона в тяжёлом весе                                                  |
| Победа    | 16-5   | Антонио Родриго Ногейра | Болевой прием (кимура)                          | UFC 140                                       | 10 декабря 2011  | 1     | 3:38  | Лас-Вегас, Невада         | Болевой прием вечера. Болевой прием года (2011)                                       |
| Победа    | 15-5   | Рой Нельсон             | Единогласное решение                            | UFC 130                                       | 28 мая 2011      | 3     | 5:00  | Лас-Вегас, Невада         |                                                                                       |
| Победа    | 14-5   | Мирко Филиппович        | Нокаут (удар коленом)                           | UFC 119                                       | 25 сентября 2010 | 3     | 4:02  | Индианаполис, Индиана     |                                                                                       |
| Поражение | 13-5   | Шейн Карвин             | KO (удары)                                      | UFC 111: Pierre vs. hardy                     | 27 марта 2010    | 1     | 3:48  | Мемфис, Теннесси          | Бой за титул временного чемпиона UFC в тяжелом весе.                                  |
| Победа    | 13-4   | Чейк Конго              | Удушающий прием (удушение гильотиной)           | UFC 107: Penn vs. Sanchez                     | 12 декабря 2009  | 1     | 1:12  | Мемфис, Теннесси          |                                                                                       |
| Поражение | 12-4   | Брок Леснар             | Технический нокаут                              | UFC 100: Making History                       | 11 июля 2009     | 2     | 1:48  | Лас Вегас, Невада         | Бой за звание абсолютного чемпиона в тяжелом весе.                                    |
| Победа    | 12-3   | Антонио Родриго Ногейра | Технический нокаут                              | UFC 92: The Ultimate 2008                     | 27 декабря 2008  | 2     | 1:57  | Лас Вегас, Невада         | Завоевал титул временного чемпиона в тяжелом весе.                                    |
| Победа    | 11-3   | Брок Леснар             | Болевой прием (рычаг колена)                    | UFC 81: Breaking Point                        | 2 февраля 2008   | 1     | 1:30  | Лас Вегас, Невада         | Болевой прием вечера. Болевой прием года (2008).                                      |
| Победа    | 10-3   | Энтони Хардонк          | Болевой прием (кимура)                          | UFC 74: Respect                               | 25 августа 2007  | 1     | 1:17  | Лас Вегас, Невада         |                                                                                       |
| Поражение | 9-3    | Брендон Вера            | Технический нокаут                              | UFC 65: Bad Intentions                        | 18 ноября 2006   | 1     | 1:09  | Сакраменто, Калифорния    |                                                                                       |
| Победа    | 9-2    | Дэн Кристисон           | Решение судей (единогласное)                    | UFC 61: Bitter Rivals                         | 8 июля 2006      | 3     | 5:00  | Лас Вегас, Невада         |                                                                                       |
| Поражение | 8-2    | Марсиу Круз             | Технический нокаут                              | UFC 57: Liddell vs. Couture 3                 | 4 февраля 2006   | 1     | 4:10  | Лас Вегас, Невада         | Первый бой после аварии.                                                              |
| Победа    | 8-1    | Тим Сильвия             | Техническим сабмишном (рычаг локтя)             | UFC 48: Payback                               | 19 июня 2004     | 1     | 0:50  | Лас Вегас, Невада         | Бой за звание чемпиона в тяжелом весе. Текущий обладатель не был готов защищать пояс. |
| Победа    | 7-1    | Уэс Симс                | Технический нокаут                              | UFC 46: Supernatural                          | 31 января 2004   | 2     | 4:21  | Лас Вегас, Невада         |                                                                                       |
| Победа    | 6-1    | Уэс Симс                | Дисквалификация (удар ногой лежащего оппонента) | UFC 43: Meltdown                              | 6 июня 2003      | 1     | 2:55  | Лас Вегас, Невада         |                                                                                       |
| Победа    | 5-1    | Танк Эббот              | Болевой прием (замок ступни)                    | UFC 41: Onslaught                             | 28 февраля 2003  | 1     | 0:46  | Атлантик Сити, Нью-Джерси |                                                                                       |
| Поражение | 4-1    | Иан Фриман              | Технический нокаут                              | UFC 38: Brawl at the Hall                     | 13 июля 2002     | 1     | 4:35  | Лондон, Англия            |                                                                                       |
| Победа    | 4-0    | Пит Уильямс             | Болевой прием (внутренний замок плеча)          | UFC 36: Worlds Collide                        | 22 марта 2002    | 1     | 0:46  | Лас Вегас, Невада         | После боя Пит Уильямс завершил карьеру.                                               |
| Победа    | 3-0    | Роберту Травен          | Болевой прием (рычаг локтя)                     | UFC 34: High Voltage                          | 2 ноября 2001    | 1     | 1:05  | Лас Вегас, Невада         | Лучший болевой прием вечера                                                           |
| Победа    | 2-0    | Дэн Куинн               | Удушающий прием (удушение треугольником)        | IFC Warriors Challenge 15                     | 31 августа 2001  | 1     | 2:15  | Оровилл,Калифорния        |                                                                                       |
| Победа    | 1-0    | Джероми Смит            | Решение судей (единогласное)                    | HOOKnSHOOT-Showdown                           | 14 июля 2001     | 2     | 5:00  | Эвансвилл, Индиана        | Дебют в ММА                                                                           |

## Статистика боёв в профессиональном боксе
| Результат | Рекорд | Соперник                | Способ               | Место боя                                     | Дата           | Раунд | Время | Примечание                                                   |
| --------- | ------ | ----------------------- | -------------------- | --------------------------------------------- | -------------- | ----- | ----- | ------------------------------------------------------------ |
| Поражение | 0-2    | Кубрат Пулев (28-2)     | Технический нокаут   | Globe Life Field, Арлингтон, Техас, США       | 27 ноября 2021 | 1 (9) |       |                                                              |
| Поражение | 0-1    | Стив Каннингем (29-9-1) | Единогласное решение | Мерседес-Бенц Стэдиум, Атланта, Джорджия, США | 17 апреля 2021 | 6     | 3:00  | Счёт: 58-56, 60-54 (дважды). Дебют в профессиональном боксе. |